# مونیک دی‌مون
مونیک دی‌مون (انگلیسی: Monique DeMoan؛ زاده ۱۱ اوت ۱۹۷۳) یک بازیگر پورنوگرافی است.